# Kozure Ōkami: Sono Chiisaki Te ni
Kozure Ōkami: Sono Chiisaki Te ni es una película de samuráis de 1993, dirigida por Akira Inoue y protagonizada por Masakazu Tamura. Está basada en el manga El lobo solitario y su cachorro. Su título en inglés es  Lone Wolf and Cub: Final Conflict.

## Argumento
Ogami Ittō, un samurái que sirve al shogun como "Kogi Kaishaku-nin" (verdugo oficial) es el objetivo de una conspiración clan Yagyu para tomar su trabajo y reemplazarlo con un miembro de su propia familia. Cuando su esposa es asesinada y la evidencia parece demostrar que está conspirando contra el Shogun, el código Bushido requiere que cometa seppuku. En cambio, desafía las órdenes del Shogun y toma las armas con su hijo pequeño contra sus enemigos, convirtiéndose en un asesino para contratar.

## Reparto
- Masakazu Tamura como Ogami Ittō.
- Yushi Shoda  como Daigoro.
- Isao Hashizume como Yagyū Bizen.
- Tatsuya Nakadai como Yagyū Retsudo.